# 周廷侍
周廷侍（？—？），字君食，號廣裕，南直隶镇江府金坛县人，明朝政治人物。

## 生平
万历二十二年（1594年）甲午科应天乡试举人，三十二年（1604年）甲辰科进士。刑部观政，三十三年授义乌县知县，三十五年调德清县知县，三十八年除福宁州判官，三十九年升新繁县知县，四十一年调长寿县知县，四十二年升南京刑部主事，四十四年考察，补应天府知事，四十五年京察。

## 家族
曾祖周潜。祖父周杲。父周于德，贈文林郎知縣。母王氏，贈孺人。永感下。兄周應秋（知縣），弟周泰峙（貢士）、周召詩、周當時、周維持、周士琦。娶王氏。